# Kłamca (zbiór opowiadań)
Kłamca – zbiór opowiadań urban fantasy Jakuba Ćwieka z 2005. Pierwotnie książka została wydana nakładem Fabryki Słów. Opowiadanie z tego zbioru pod tytułem Cicha noc zostało nominowane do Nagrody im. Janusza A. Zajdla, a opowiadanie Samobójca zostało wystawione przez grupę teatralną Słudzy Metatrona. W rolę głównego bohatera wcielił się sam autor książki. W 2018 zbiór został poprawiony i ponownie wydany jako wersja reżyserska, jak nazywa ją sam autor, nakładem wydawnictwa SQN z podtytułem Cyngiel niebios.
Książka jest pierwszym tomem cyklu pod tym samym tytułem.

## Fabuła
Po tym, jak Bóg odszedł, wiara ludzi sprawia, że istoty z mitologii przybierają prawdziwą formę. Loki, bóg z nordyckiej mitologii, posiada niezwykle cenny dla aniołów dar: potrafi kłamać. Niebiosa wynajmują go do wykonania zadań, których sami nie są w stanie zrealizować.

## Odbiór
W 2005 Przemysław Romański zrecenzował zbiór dla „Nowej Fantastyki”. Książkę ocenił pozytywnie, opisując bohatera jako "urzekającego od początku", a fabułę jako "kipiącą od niesamowitych pomysłów". Zwrócił uwagę na liczne i udane odniesienia do popkultury i inspirację innymi znanymi dziełami (zwłaszcza twórczością Neila Gaimana). Zbiór uznał za "literacką przyjemność najwyższej próby", poza opowiadaniem "Galeria", które uznał za najsłabsze w zbiorze.
Jego kontunację pt. Kłamca. Tom 2 zrecenzował także pozytywnie dla „Nowej Fantastyki” (2007/02) Paweł Deptuch.